# Улица Токарева (Ломоносов)
Улица То́карева — улица в городе Ломоносове Петродворцового района Санкт-Петербурга. Проходит от границы парка усадьбы Зубовых восточнее улицы Пулемётчиков и параллельно ей.
Название известно с 1961 года. Оно дано в честь русского конструктора стрелкового оружия Ф. В. Токарева, обучавшегося в 1907 году на курсах при Ораниенбаумской офицерской стрелковой школе.

## Застройка
В начале улицы находится усадьба Зубовых «Отрада» («Рощинское») — объект культурного наследия ЮНЕСКО (объект № 540-020d The Zubov’s Estate «Otrada»).
- дом 2а — главное здание усадьбы Зубовых «Отрада» («Рощинское») (первая четверть XVIII в.; объект культурного наследия регионального значения[3]). После революции использовалось под сельскохозяйственную школу. В 1961 году к восточному фасаду добавили двухэтажное кирпичное строение, примерно тогда же к западному фасаду пристроили деревянный одноэтажный объём. С 1990-х годов здание стоит в руинах. В 2015 году началось воссоздание дома под частные апартаменты[4].
- дом 4 — «Готический» дом усадьбы Зубовых (первая половина XIX в.; объект культурного наследия регионального значения[3]).
- дом 8 — жилой дом (1962[5]).
- дом 10 — жилой дом (1955[5]). В 2016 году это расселённое двухэтажное здание было продано с торгов Валентине Шматко[6].
- дом 18а — жилой дом (1978[5]).